# Leucania binigrata
Leucania binigrata är en fjärilsart som beskrevs av W. Warren 1912. Leucania binigrata ingår i släktet Leucania och familjen nattflyn. Inga underarter finns listade i Catalogue of Life.